# Maria Callani
Maria Callani (Milão, 15 de agosto de 1778 - Parma, 9 de fevereiro de 1803) foi uma pintora de retratos italiana, ativa no século XVIII em Milão e Parma, Itália.

## Biografia
Maria Callani nasceu em uma família de artistas, seu pai era Gaetano Callani e sua mãe era Angela Gerli, irmã do arquiteto Agostino Gerli. Seu irmão mais novo, Francesco Callani (1779–1844), também era um pintor de retratos.